# Зоря Каптейна
Зоря Капте́йна (VZ Живописця, HD 33793) — зоря в сузір'ї Живописця, що перебуває на відстані близько 13 світлових років від Сонця, червоний субкарлик. Зорю відкрито 1897 року Якобусом Каптейном і названо на його честь. Маса та радіус зорі становлять близько третини сонячних. Неозброєним оком її не видно.

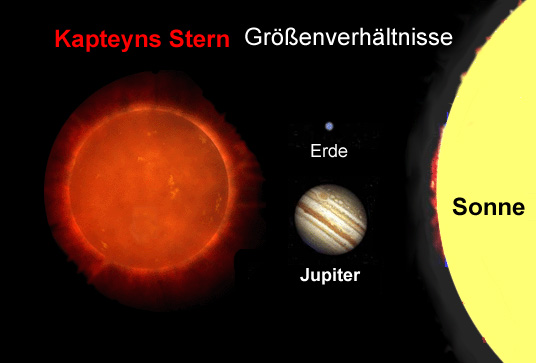

## Походження
Зоря належить до так званої групи Каптейна — групи зір з великим власним рухом. Висунуто гіпотезу, що вона походить зі скупчення Омега Центавра, яке розташоване на відстані 17 тисяч світлових років від Сонця . 

## Особливості
Власний рух зорі Каптейна дуже великий (другий після зорі Барнарда). Це означає, що координати зорі на небесній сфері змінюються вкрай швидко. Крім того, вона рухається навколо центру Галактики в напрямку, протилежному до напрямку руху більшості об'єктів.
На 2014 рік підтверджено наявність планетної системи навколо цієї зорі (Каптейн b и Каптейн c).